# Apocalipsis 3
Apocalipsis 3 es el tercer capítulo del Libro del Apocalipsis o Apocalipsis de Juan en el Nuevo Testamento de la  Biblia Cristiana. El libro se atribuye tradicionalmente a Juan el Apóstol, pero la identidad precisa del autor sigue siendo un punto de debate académico. Este capítulo contiene mensajes para las iglesias de Sardes y Filadelfia y Laodicea, tres de las siete Iglesias del Apocalipsis situadas en la actual Turquía, que continúan los mensajes para las otras cuatro iglesias que aparecen en capítulo 2. 

## Texto
El texto original fue escrito en griego koiné. Este capítulo está dividido en 22 Versículos.

### Testigos textuales
Algunos manuscritos antiguos que contienen el texto de este capítulo son, entre otros:.
- Papiro 115 (c. 275; Versículos 10-12 existentes)
- Codex Sinaiticus (330-360)
- Uncial 0169 (siglo IV; se conservan los Versículos 19-22)
- Codex Alexandrinus (400-440)
- Codex Ephraemi Rescriptus (c. 450; existen los versículos 1-19)

El mapa de Anatolia Occidental] (antiguamente la provincia de Asia) que muestra la isla de Patmos y la ubicación de las siete iglesias mencionadas en el Libro del Apocalipsis

.

## El Mensaje a Sardes (3:1-6)

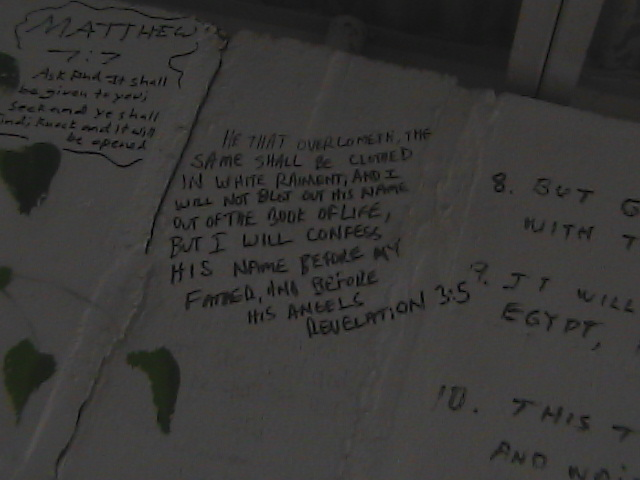
Graffito de Apoc 3:5 en Waimanalo Beach

### Versículo 18

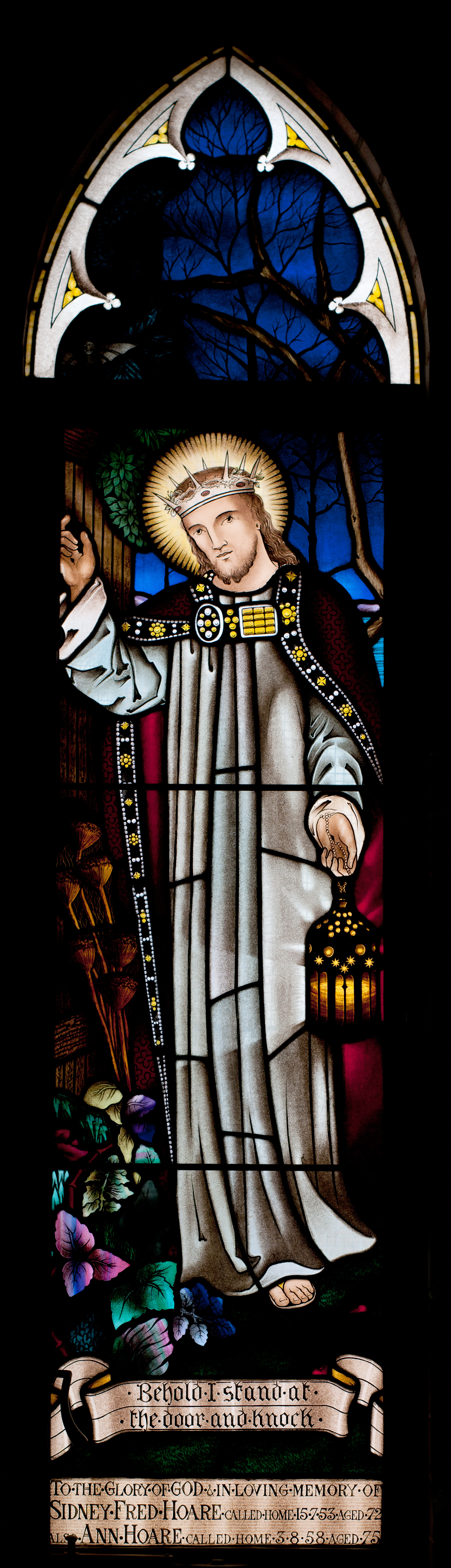
Revelación 3:20 en el vitral que representa a Jesús en la Iglesia Anglicana de St Alban, Five Dock, Nueva Gales del Sur, Australia

## Usos

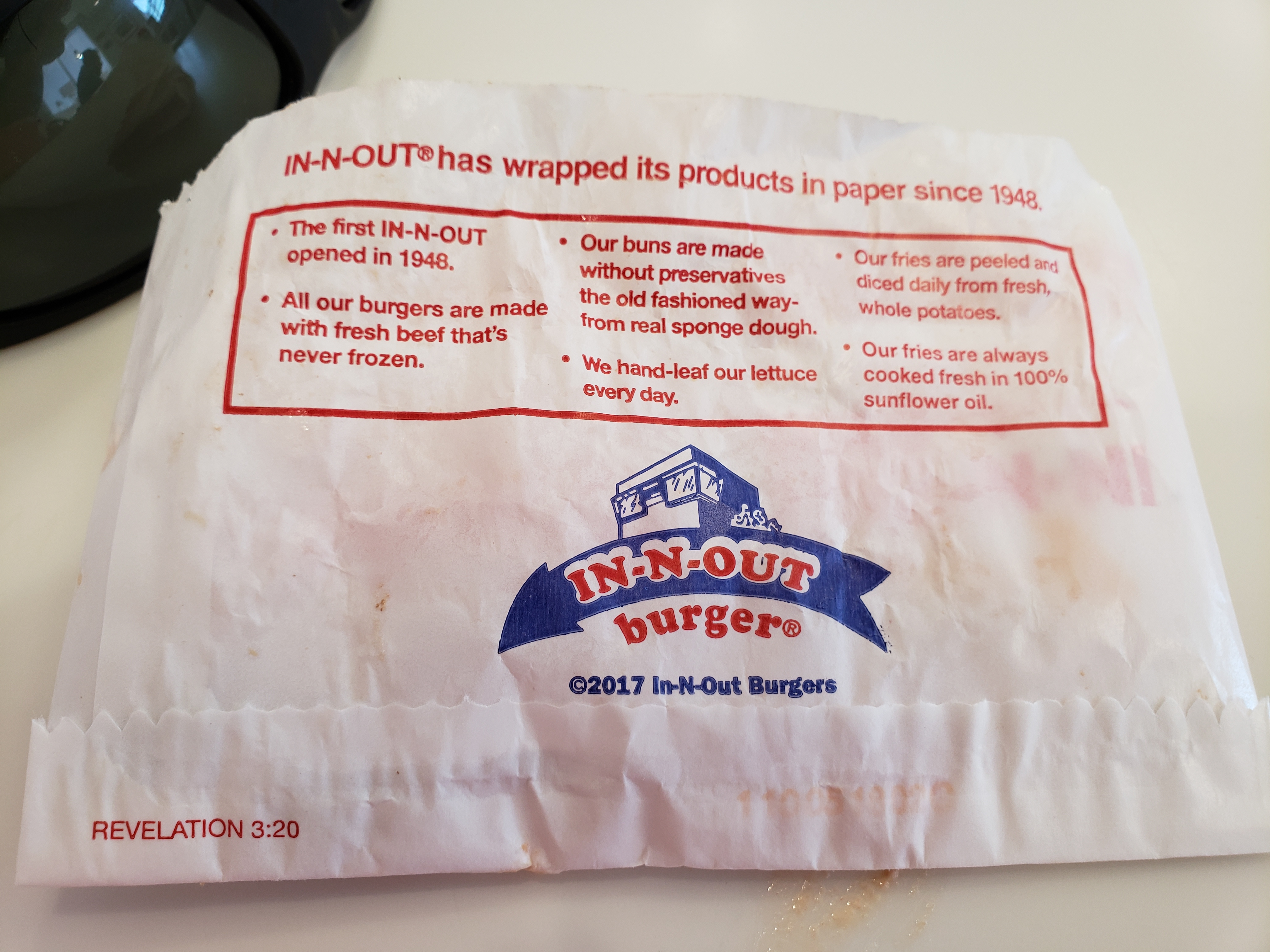
El envoltorio de una hamburguesa de In-N-Out Burger con un Versículo bíblico del Libro del Apocalipsis